# Shannon SH-1
Der Shannon SH-1 war ein für die Formel 1 konzipierter Rennwagen, der 1966 zum Großen Preis von Großbritannien vom Shannon-Team gemeldet wurde und dabei weniger als eine Runde zurücklegte. Nach diesem Einsatz wurde der Wagen in modifizierter Form als Shannon Mk. 1 wiederholt bei Formel-3-Rennen an den Start gebracht.

## Hintergrund
Der Shannon SH-1 war der vierte Versuch des britischen Ingenieurs und Rennfahrers Paul Emery, mit einem selbst konstruierten Auto in der Formel 1 Fuß zu fassen.
Paul Emery hatte von 1956 bis 1962 mit seinem Unternehmen Emeryson Cars diverse Rennwagen konstruiert, die in unterschiedlichen Klassen gemeldet wurden. 1956 und 1962 gingen drei Autos von Emeryson werksseitig zu einem Formel-1-Rennen an den Start, ohne dabei einen Weltmeisterschaftspunkt zu erreichen. Emeryson Cars stellte 1962 infolge wirtschaftlicher Schwierigkeiten den Betrieb ein.
Im folgenden Jahr gründete Emery zusammen mit dem Rennfahrer Tony Settember das Unternehmen Scirocco Powell Racing Cars, das 1963 und 1964 mit selbst konstruierten Autos zu sieben Rennen der Formel-1-Weltmeisterschaft antrat. Fahrer waren Settember, Ian Burgess und André Pilette. Keiner von ihnen erreichte mit dem Scirocco das Ziel.
Nachdem auch Scirocco den Betrieb eingestellt hatte, konstruierte Emery zusammen mit Aiden Jones einen Formel-1-Wagen für die neue Drei-Liter-Meisterschaft, die erstmals 1966 ausgetragen wurde. Das Auto wurde als Einzelstück in der ersten Hälfte des Jahres 1966 fertiggestellt.

## Technik
Der Shannon SH-1 hatte ein Monocoque aus Aluminium. Über die Gestaltung des Fahrwerks ist nichts bekannt. Als Antrieb diente ein 3,0 Liter großer Achtzylindermotor von Coventry Climax, der die Bezeichnung Godiva trug. Bei ihm handelte es sich im Grunde um einen Motor aus dem Jahr 1954, der für die damals geltende 2,5 Liter-Formel entwickelt worden war, ohne seinerzeit allerdings zum Einsatz zu kommen. Emeryson überarbeitete das alte Triebwerk, vergrößerte den Hubraum und passte den Motor an das aktuelle Reglement an. Die Leistung des Triebwerks wurde mit 312 PS angegeben.

## Renneinsatz in der Formel 1
Der Shannon SH-1 wurde von dem Team Shannon zum Großen Preis von Großbritannien gemeldet, dem vierten Rennen der Saison, das am 16. Juli 1966 in Brands Hatch ausgetragen wurde. Fahrer war der ehemalige Lotus- und BRM-Pilot Trevor Taylor.
Taylor qualifizierte sich für den 18. von 20 Startplätzen. Sein Rückstand auf die Polezeit von Jack Brabham betrug sieben Sekunden. Im Rennen fiel er bereits in der ersten Runde aus. Die meisten Quellen gehen davon aus, dass der Benzintank gerissen war, sodass Taylor mangels Kraftstoffs aufgeben musste.

## Weitere Verwendung
Von 1967 bis 1969 wurde das Auto unter der Bezeichnung Shannon Mk. 1 mit unterschiedlichen Motoren von diversen Fahrern bei Formel-3-Rennen eingesetzt. Letzter Pilot war der Australier John Wilson.